# Атакаррыев, Алла Берды
Алла Берды Атакаррыев — советский хозяйственный, государственный и политический деятель, Герой Социалистического Труда.

## Биография
Родился в 1909 году на территории нынешнего Марыйского этрапа. Член КПСС с 1939 года.
С 1925 года — на хозяйственной, общественной и политической работе. В 1925—1956 гг. — крестьянин в собственном хозяйстве, хлопкороб, председатель колхоза «Зарпчи» Марыйского района Марыйской области.
Указом Президиума Верховного Совета СССР от 5 апреля 1948 года присвоено звание Героя Социалистического Труда с вручением ордена Ленина и золотой медали «Серп и Молот».
Избирался депутатом Верховного Совета Туркменской ССР 5-го созыва.
Умер в 1975 году.